# Patinação artística nos Jogos Asiáticos de Inverno de 2003 - Individual feminino
A competição individual feminino da patinação artística na Jogos Asiáticos de Inverno de 2003 foi realizada no Aomori Prefectural Skating Rink, em Aomori, Japão. O programa curto foi disputado no dia 3 de fevereiro e a patinação livre no dia 4 de fevereiro.

## Medalhistas
| Ouro   | JPN Shizuka Arakawa |
| Prata  | JPN Fumie Suguri    |
| Bronze | JPN Yukari Nakano   |

## Resultados
| Pos.              | Nome                      | Nacionalidade   | Pontos | PC | PL |
| ----------------- | ------------------------- | --------------- | ------ | -- | -- |
| Medalha de ouro   | Shizuka Arakawa           | Japão           | 1.5    | 1  | 1  |
| Medalha de prata  | Fumie Suguri              | Japão           | 3.0    | 2  | 2  |
| Medalha de bronze | Yukari Nakano             | Japão           | 4.5    | 3  | 3  |
| 4                 | Kim Yong-suk              | Coreia do Norte | 6.0    | 4  | 4  |
| 5                 | Fang Dan                  | China           | 7.5    | 5  | 5  |
| 6                 | Anastasia Gimazetdinova   | Uzbequistão     | 9.5    | 7  | 6  |
| 7                 | Sun Siyin                 | China           | 10.0   | 6  | 7  |
| 8                 | Cho Hae-lyeum             | Coreia do Sul   | 12.0   | 8  | 8  |
| 9                 | Lee Sun-bin               | Coreia do Sul   | 14.5   | 11 | 9  |
| 10                | Shin Yea-ji               | Coreia do Sul   | 15.0   | 10 | 10 |
| 11                | Hou Na                    | China           | 15.5   | 9  | 11 |
| 12                | Jennifer Lee              | Taipé Chinesa   | 18.0   | 12 | 12 |
| 13                | Anchalee Voogd            | Tailândia       | 19.5   | 13 | 13 |
| 14                | Amy Alisara Arirachakaran | Tailândia       | 21.0   | 14 | 14 |
| 15                | Chancharas Suriyothai     | Tailândia       | 22.5   | 15 | 15 |

Legenda
| Recorde mundial      | Recorde mundial (World record)               |                       | Recorde africano                      | Recorde africano (African) |                                           | Q | Classificado por posição (Qualified) |
| Recorde olímpico     | Recorde olímpico (Olympic record)            | Recorde da América    | Recorde da América (Americas)         | q                          | Classificado por melhor tempo (Qualified) |   |                                      |
| Melhor marca do ano  | Melhor marca do ano (World leading)          | Recorde asiático      | Recorde asiático (Asian)              | DNS                        | Não largou (Did not start)                |   |                                      |
| Recorde nacional     | Recorde nacional (National record)           | Recorde europeu       | Recorde europeu (European)            | DNF                        | Não terminou (Did not finish)             |   |                                      |
| Recorde pessoal      | Recorde pessoal do atleta (Personal best)    | Recorde da Oceania    | Recorde da Oceania (Oceania)          | DSQ / DQ                   | Desclassificado (Disqualified)            |   |                                      |
| Recorde da temporada | Recorde da temporada do atleta (Season best) | Recorde sul-americano | Recorde sul-americano (South America) | NM                         | Sem marca (No mark)                       |   |                                      |